# Dikanäs
Dikanäs (Zuid-Samisch: Gäjka) is een plaats in de gemeente Vilhelmina in het landschap Lapland en de provincie Västerbottens län in Zweden. De plaats heeft 147 inwoners (2005) en een oppervlakte van 62 hectare. De plaats ligt aan het meer Dikasjön en de plaats wordt omringd door naaldbos.
Bestuurscentrum: Vilhelmina (Tätort)
Småort: Bäsksele · Dikanäs · Klimpfjäll · Latikberg · Laxbäcken · Lövliden · Malgovik · Meselefors · Nästansjö · Saxnäs · Skansholm · Storseleby
Overig: Aronsjö · Fatmomakke · Kittelfjäll · Siksjönäs · Stalon · Strömnäs · Svannäs